# Mięsień zginacz krótki palców

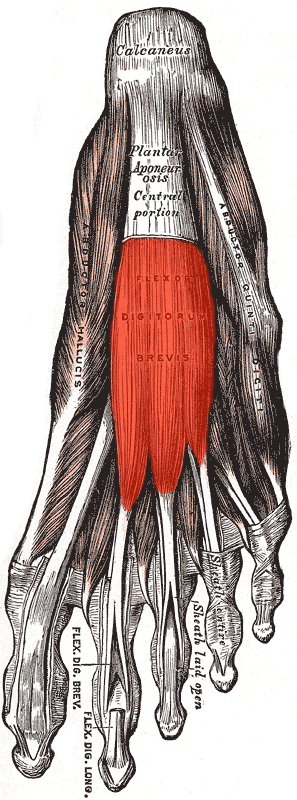
Mięsień zginacz krótki palców oznaczony na czerwono

Mięsień zginacz krótki palców (łac. musculus flexor digitorum brevis) – w anatomii człowieka podłużny, gruby mięsień stopy należący do mięśni wyniosłości pośredniej, leżący w warstwie pierwszej (najbardziej powierzchownej) mięśni podeszwy. Przyczep początkowy ma na powierzchni dolnej (wyrostku przyśrodkowym) guza piętowego i na rozcięgnie podeszwowym. W przedniej połowie podeszwy rozdziela się na cztery głowy, z których każda przechodzi w ścięgno kierujące się odpowiednio do palców II, III, IV i V. Przebiegając wzdłuż tych palców, każde ze ścięgien u podstawy paliczka bliższego rozdziela się na dwie części, obejmujące przebiegające tędy ścięgno mięśnia zginacza długiego palców, a następnie kończy się na paliczku środkowym. Część mięśnia prowadząca do palca V często nie występuje.
Unaczyniony jest przez tętnicę piszczelową tylną, tętnicę podeszwową przyśrodkową i tętnicę podeszwową boczną, a unerwiony przez nerw podeszwowy przyśrodkowy (L5, S1–2).
Mięsień ten zgina palce II–V w stawach międzypaliczkowych bliższych. Poza tym wzmacnia strzałkowe sklepienie stopy.